# Revoltörerna
Revoltörerna är en roman från 1973 av Per Anders Fogelström, som utspelar sig i Stockholm i mitten av 1900-talet. Centralt tema i romanen är den unga människans ifrågasättande och revolt mot etablerade normer och värderingar i samhället de lever i.

## Romanfigurerna
- Folke Strömberg
- Lisbet Strömberg – Folkes lillasyster
- Maria Strömberg – Folkes och Lisbets mamma
- Tore Strömberg – Folkes och Lisbets pappa
- Rickard Borg
- Gustava Larsson – Rickards mamma
- Alfred Larsson – gift med Gustava, Rickards styvfar
- Alice Blomgren
- Iris Svensson – Alice storasyster, gift med Bengt
- Bengt "Trummis" Svensson – gift med Iris
- Otto Blomgren – pappa till Alice och Iris
- Leif Lind
- Sonja Lind – Leifs storasyster
- Annmari Eriksson
- Ester Möllerdal – Rickards farmor
- Margit Möllerdal – Rickards faster
- Mats Möllerdal – Rickards farbror
- John Skogman – utredare
- Direktör Molund – högsta chefen på Bengts arbete
- Nyberg – Folkes lumparkompis
- Andersson – Folkes lumparkompis
- Ina – vän till Nyberg
- Lena – vän till Nyberg
- Gun – en flicka som Leif gjort gravid